# Veronika Martchenko
Ne doit pas être confondu avec Veronika Marchenko (archère).
Pour les articles homonymes, voir Martchenko.
Veronika Aleksandrovna Martchenko (en russe : Вероника Александровна Марченко) est une militante sociale russe responsable de l'organisation non gouvernementale, Mother's Right Foundation (en) (en français : fondation pour le droit des mères).

## Biographie
Veronika Martchenko fonde Mother's Right Foundation en 1998 alors qu'elle est étudiante. Cette organisation œuvre pour la vérité sur les décès, en temps de paix, au sein des forces armées russes. Elle agit en justice au nom des familles endeuillées par la mort des militaires, à la suite de conditions cruelles et inhumaines.
Elle obtient, le 11 mars 2009, de la secrétaire d'État des États-Unis, Hillary Clinton, le Prix international de la femme de courage.